# MIT OpencourseWare
Il progetto MIT OpencourseWare, in sigla MIT OCW, è una iniziativa didattica del Massachusetts Institute of Technology, patrocinata dall'Hewlett Foundation, che ha lo scopo di rendere disponibile gratuitamente sul Web i materiali utilizzati per alcuni corsi universitari. All'ottobre del 2008 si contano 1800 diversi corsi (in inglese, spagnolo, portoghese, cinese e thai) il cui materiale sia stato reso disponibile tramite questa iniziativa. MIT OCW è un progetto per la diffusione su larga scala di materiale didattico universitario di buon livello in modo accessibile e non è volta a fornire titoli di studio o procurare crediti formativi.
L'obiettivo principale di MIT OCW è quello di condividere le risorse educative dell'MIT con un pubblico globale. Questo include materiali didattici, letture, video di lezioni e altro ancora.    
MIT OCW ospita corsi completi, ciascuno dei quali include dispense, note del corso, letture assegnate, esami, progetti e spesso video di lezioni. I contenuti sono disponibili gratuitamente per chiunque abbia accesso a Internet.    
Gli argomenti dei corsi offerti da MIT OCW variano ampiamente, coprendo scienze, ingegneria, matematica, arte, scienze sociali, scienze umane e molto altro. Gli utenti possono trovare corsi per principianti, intermedi e avanzati. Molti dei materiali su MIT OCW sono in inglese, ma esistono anche alcune traduzioni in altre lingue. L'inglese resta la lingua predominante. La maggior parte dei materiali su MIT OCW è condivisa sotto licenze Creative Commons, il che significa che possono essere utilizzati, distribuiti e modificati a condizione che sia attribuita la fonte e che non vi sia un uso commerciale.  MIT OCW offre accesso ai materiali didattici, ma non rilascia certificati o crediti accademici. Gli studenti non sono ufficialmente registrati presso il MIT attraverso OCW. Oltre ai materiali del corso, MIT OCW offre anche risorse supplementari, tra cui video di conferenze, guide di laboratorio, progetti, esercizi e risorse di apprendimento interattive. MIT OpenCourseWare è diventato un punto di riferimento nell'ambito dell'istruzione online aperta. Offre l'opportunità di accedere a risorse educative di alta qualità da una delle istituzioni accademiche più prestigiose al mondo e rappresenta un contributo significativo alla diffusione della conoscenza.

## Struttura dei corsi
I corsi presenti sul sito del MIT presentano tutti una struttura precisa composta da:
- Course Home (con un'introduzione al corso)
- Syllabus (con l'elenco dei vari argomenti in cui si suddivide il programma)
- Calendar (il calendario delle lezioni)
- Readings (bibliografia utile)
- Lecture Notes (lezioni vere e proprie: piccole dispense, esercizi o registrazioni video/audio di lezioni o laboratori)
- Assignments (esercizi utili)
- Exams (testi d'esame con eventuali soluzioni)
- Download Course Materials (che permette di scaricare i dati relativi al corso sotto forma di file archivio di tipo .zip contenente le pagine web del corso e i file testuali in esse riportati, ma escludendone i file multimediali che renderebbero più difficoltoso il trasferimento dei dati)

Spesso prima della voce Download si presentano i vari argomenti in cui si è deciso di dividere il corso, in un elenco che permette l'accesso modulare ai vari blocchi, posti in genere nella stessa sequenza presentata nel syllabus o nel calendario.

## Licenza applicata
La licenza applicata dal MIT è una Creative Commons di tipo BY-NC-SA, ossia una copyleft.